# Calyptopogon mirus
Calyptopogon mirus är en tvåvingeart som beskrevs av Anurup Kumar Sarkar och Gupta 1995. Calyptopogon mirus ingår i släktet Calyptopogon och familjen svidknott.
Artens utbredningsområde är West Bengal (Indien). Inga underarter finns listade i Catalogue of Life.